# Die Akte Romero
Die Akte Romero (Alternativtitel: Die Macht der Lüge; Originaltitel: The Big Brass Ring) ist ein US-amerikanisches Filmdrama von George Hickenlooper aus dem Jahr 1999. Erzählt wird die Geschichte eines US-amerikanischen Politikers (gespielt von William Hurt) mit zweifelhafter Vergangenheit, der kurz vor der Gouverneurswahl mit seinem einstigen Mentor (Nigel Hawthorne) konfrontiert wird. F. X. Feeney und George Hickenlooper schrieben das Drehbuch anhand eines früheren Drehbuchs von Orson Welles und Oja Kodar.

## Handlung
Missouri, im Jahr 2000: Blake Pellarin kandidiert mit finanzieller Hilfe seiner wohlhabenden Frau Dinah für das Amt des Gouverneurs. Die Ehe der beiden ist lieblos und kinderlos. Für die dem Alkohol zugetane Dinah ist der bevorstehende Wahlsieg von Blake der einzige Halt. Dabei tritt er als unabhängiger Kandidat gegen den ebenfalls parteilosen Konkurrenten Homer Dix an. Während Blake weiter erfolgreich Wahlkampf betreibt und von Demokraten wie Republikanern umworben wird, reist die Fernsehjournalistin Cela Brandini nach Kuba, um mehr über die Vergangenheit des geheimnisumwitterten Kandidaten zu erfahren. Dabei trifft sie auf Kimball „Kim“ Mennaker, einen ehemaligen US-Senator und politischen Ketzer der Kennedy-Nixon-Ära, der sich nach dem Tod von Blakes Eltern um dessen Erziehung kümmerte. Mennaker versorgt die Journalistin mit einem Namen aus der Vergangenheit des Politikers – Raymond Romero.
Kurz vor der Wahl reist Mennaker von Havanna nach St. Louis, wo Blake mit alten homosexuellen Pornografieaufnahmen seines Bruders Billy aus den 1970ern konfrontiert wird. Die Brüder sahen sich zum Verwechseln ähnlich. Während der homosexuelle Mennaker Blake förderte und zum Literaturstudium nach Yale sandte, benutzte er Billy als Model für Aktaufnahmen. Auch verführte er den schwächeren Bruder dazu, die Geburtsurkunden zu vertauschen. Dadurch musste der stärkere Blake, dessen wirklicher Name Raymond Romero (nach dem Geburtsnamen der Mutter) lautete, nicht am Vietnamkrieg teilnehmen. Statt seiner gab sich Billy als Raymond Romero aus und kehrte nicht mehr aus dem Krieg zurück. Auf Anraten seiner Frau, die die Wahrheit kennt, vertraut sich Blake Cela Brandini an, verschweigt aber den Tausch der Identitäten.
Wenige Tage vor der Wahl sucht Blake Kim Mennaker auf, der in St. Louis auf der Louis Quatorze, einem Vergnügungsdampfer für schwule Männer, residiert. Im Tausch gegen ein entwendetes Diamantenhalsband seiner Frau versucht er an die kompromittierenden Fotos mitsamt Negativen zu gelangen. Mennaker lehnt jedoch ab. Er verspricht sich durch Blake, der schon vor der Gouverneurswahl als zukünftiger Präsidentschaftskandidat gehandelt wird, das Wiederaufleben seiner politischen Karriere und träumt vom Posten des US-Außenministers, dem United States Secretary of State oder nur Secretary of State. Auch lässt er Blake wissen, dass Billy noch lebt und verkrüppelt aus Vietnam zurückgekehrt ist. Als Blake nicht darauf eingeht, lässt Mennaker Homer Dix Informationen zukommen. Daraufhin verliert Blake seinen Vorsprung in den Umfragen. Auch Cela Brandini kommt dem Identitätsschwindel der beiden Brüder auf die Schliche.
Mit Erpressung kann Dix zum Schweigen gebracht werden, während Blake die Nacht mit Cela verbringt. Mit Hilfe von Mennaker werden beide Brüder wieder zusammengeführt, und Billy soll mit zwei Millionen US-Dollar abgefunden werden. Jedoch wird der ehemalige Senator von dem auf eigene Faust handelnden Kinzel, einem früheren Mitarbeiter Blakes, getötet. Blake beschützt seinen Bruder Billy vor dem ebenfalls schwer verletzten Kinzel. Einen Tag später gewinnt er die Gouverneurswahl in Missouri. Billy verlässt jedoch Blake, während Cela die gegen den Politiker gesammelten Beweise vernichtet.

## Entstehungsgeschichte
Das Drehbuch zum Film stammte von Orson Welles und dessen Lebensgefährtin Oja Kodar, die die Geschichte in Spanien und Afrika angesiedelt und als Analogie zu Citizen Kane (1941) geplant hatte. Es handelte von einer präsidialen Niederlage bei einer Gouverneurswahl. Weitere Handlungselemente waren ein Skandal um eine asiatische Geliebte sowie das verheerende Wiedersehen mit einem lange verloren geglaubten Bruder. Er schloss die Arbeiten an dem Skript im Frühsommer 1982 ab und plante es mit einem Budget von 8 Millionen US-Dollar unter dem Titel The Big Brass Ring zu verfilmen. Als Produzent war Arnon Milchan (Es war einmal in Amerika, Brazil) vorgesehen. Ein namhafter Star für die Hauptrolle blieb jedoch aus, nachdem Jack Nicholson, Warren Beatty, Clint Eastwood, Paul Newman, Robert Redford und Burt Reynolds den Part des charismatischen Politikers absagten. Robert De Niro war von Welles als „zu urtümlich und urban“ abgewiesen worden. Welles, der die Rolle des homosexuellen Politikers Kim Mennaker für sich selbst vorgesehen hatte, verstarb im Oktober 1985.
Welles Drehbuch wurde im Jahr 1987 in einer limitierten Auflage von 1000 Exemplaren von der kalifornischen Santa Teresa Press in Santa Barbara veröffentlicht, woraufhin sich George Hickenlooper und der in Los Angeles lebende Filmkritiker F. X. Feeney unabhängig voneinander für die Filmrechte interessierten. Hickenlooper, der selbst in einer Politikerfamilie aufgewachsen war, interessierte „diese enorme Diskrepanz zwischen dem Auftreten einer Person in der Öffentlichkeit und im Privatleben […]“. Vier Jahre nach Veröffentlichung des Drehbuchs sicherte sich Hickenlooper die Rechte an einer Verfilmung des Stoffes. Sieben weitere Jahre sollte es jedoch andauern, ehe er das Projekt gemeinsam mit Feeney realisieren konnte. Hickenlooper kommentierte die Handlung später als „amüsant und lustig und sehr erschreckend“, aber auch als eine Geschichte, die nur Welles hätte kreieren können, da sie so „barock“ sei. Beide behielten aber die vier Hauptfiguren Blake Pellarin, Kim Mennaker, Dinah Pellarin und Cela Brandini bei. Sie übernahmen deren Beziehungsgeflecht und verlegten die Handlung in die Vereinigten Staaten beziehungsweise Kuba. „Es war niemals meine Absicht, einen Orson-Welles-Film zu machen. Ich wollte diesen zu meinem eigenen machen. Gewiss habe ich Welles Ehrfurcht gezollt, aber nur Ehrfurcht für Welles als Autor. Welles ist als Schriftsteller völlig verkannt. Und so habe ich es behandelt wie ich jedes andere Stück Literatur behandeln würde.“, so Hickenlooper. Für die Hauptrolle wurde William Hurt verpflichtet, nachdem zuvor Namen wie Christopher Walken oder Patrick Swayze gehandelt worden waren. Für den Part des Kim Mennaker setzte sich Nigel Hawthorne gegen Ian McKellen und Malcolm McDowell durch. Beide Schauspieler arbeiteten nur für den Bruchteil ihres üblichen Gehalts und warben andere Kollegen wie Miranda Richardson oder Irène Jacob an.
Die Dreharbeiten begannen am 6. Juli 1998 in Alton (Illinois). Weitere Drehorte waren das kalifornische Alhambra sowie St. Louis (Missouri). Seine Produktionskosten betrugen schätzungsweise 7 Millionen US-Dollar. Er hatte seine Weltpremiere am 20. April 1999 auf dem Los Angeles Independent Film Festival. Ein regulärer Kinostart in den USA blieb Die Akte Romero verwehrt, woraufhin der Film am 15. August 1999 vom US-amerikanischen Pay-TV-Sender Showtime zur Hauptsendezeit ausgestrahlt wurde. Am 14. September 1999 wurde er auf dem Toronto International Film Festival vorgestellt.

## Kritiken
Der US-amerikanische Branchendienst Variety sprach von einer „ernst gemeinten, gefühlsmäßig distanzierten Studie von politischer Intrige und persönlichem Verrat“. Dem Film fehle es jedoch an „dramatischer Glaubwürdigkeit und entschlüsselbarer Figurenmotivation“. Als Regisseur fehle Orson Welles. Das Resultat würde etwas intellektuelles Gewicht tragen, könne aber weder als anspruchsvoller Kunstfilm noch glaubhaft politisches Melodram überzeugen. Die Hauptdarsteller William Hurt, Nigel Hawthorne und Miranda Richardson wurden gelobt.
Das Lexikon des internationalen Films schrieb, der Film sei „hochkarätig besetzt“ und besteche durch die „verschachtelte Erzählweise“ sowie die „prachtvolle Ausstattung“.
Christopher Null schrieb auf Filmcritic.com, der Film sei ein „extrem komplizierter“ und komplexer politischer Thriller beziehungsweise ein politisches Melodrama. Der Film würde gedreht, weil Orson Welles ihn vor seinem Tod drehen wollte und solle eine Ergänzung zum Citizen Kane darstellen.

## Auszeichnungen
Miranda Richardson wurde im Jahr 2000 als Beste Nebendarstellerin – Serie, Mini-Serie oder TV-Film für den Golden Globe Award nominiert. William Hurt gewann 1999 einen Preis des Newport International Film Festivals, George Hickenlooper wurde für den Jurypreis desselben Festivals nominiert. Die Drehbuchautoren wurden 2000 für den Edgar Allan Poe Award nominiert.